# IC 3108
IC 3108 је спирална галаксија у сазвјежђу Береникина коса која се налази на листи објеката дубоког неба у Индекс каталогу.
Деклинација објекта је + 13° 22' 46" а ректасцензија 12h 17m 42,6s. Привидна величина (магнитуда) објекта IC 3108 износи 14,0 а фотографска магнитуда 14,9. IC 3108 је још познат и под ознакама MCG 2-31-81, CGCG 69-131, VCC 249, PGC 39449.